# Tropicos
Tropicos là một cơ sở dữ liệu thực vật học trực tuyến chứa các thông tin phân loại thực vật, chủ yếu từ khu vực sinh thái Neotropic Trung Mỹ và Nam Mỹ. Nó được duy trì bởi vườn Bách thảo Missouri và được thành lập từ 25 năm năm trước.